# Monument du Millénaire (Luxembourg)
 (mai 2020).
Le Monument du Millénaire est un site archéologique et de reconstruction à Luxembourg-ville, dans le sud du Luxembourg. Le site a été désigné en 1963, à l'occasion du millénaire de la fondation de la ville de Luxembourg par Sigefroid de Luxembourg. Le plan initial, élaboré par les gouvernements communal et national, était d'établir un monument durable sur le Rocher du Bock, le promontoire sur lequel le château originel de Sigefroid a été construit. Cependant, lors de la construction, les fondations de la forteresse ont été mises à nu, ce qui a incité le gouvernement à abandonner ses plans initiaux et à restaurer les vestiges.